# Anđel Starčević
Anđel Starčević (ur. 1979 w Zagrzebiu) – chorwacki językoznawca, socjolingwista i anglista.
Do jego zainteresowań naukowo-badawczych należą: bilingwizm chorwacko-angielski, kontakty językowe, ideologie językowe, polityka językowa. Bada wpływ języka angielskiego na język chorwacki, aspekty języka angielskiego przysparzające problemy Chorwatom, a także tradycję puryzmu w Chorwacji. Zaangażował się w krytykę preskryptywnych postaw językowych i zjawiska dyskryminacji językowej.

## Życiorys
W 2004 roku uzyskał magisterium z filologii angielskiej i włoskiej na Wydziale Filozoficznym Uniwersytetu Zagrzebskiego. Na tej samej uczelni objął stanowisko asystenta ds. badań i nauczania języka angielskiego. W latach 2012–2013 był stypendystą Wirth Institute for Austrian and Central European Studies. Doktoryzował się w 2014 roku na Wydziale Filozoficznym Uniwersytetu Zagrzebskiego. W 2019 roku objął stanowisko docenta w zagrzebskiej Katedrze Językowej w Zakładzie Anglistyki.

## Wybrana twórczość
- Jeziku je svejedno (2019, współautorstwo z Mate Kapoviciem i Daliborką Sarić)
- O preskripciji i preskriptivizmu u Hrvatskoj (2016, współautorstwo z Mate Kapoviciem i Daliborką Sarić)
- Govorimo hrvatski ili ’hrvatski’: standardni dijalekt i jezične ideologije u institucionalnom diskursu (2016)
- The Native Speaker: A Glance at Some Issues in the Debate (2016, współautorstwo z Damirem Kalogjerą)
- Trenirka, diktafon i “iskrivljen hrvatski”: metodološki izazovi sociolingvističkog intervjua i sudioničkog promatranja (2016)